# 부여의 건국 신화
부여의 건국 신화는 동명이 탁리국(고리국, 색리국)을 벗어나 부여를 건국하는 과정에 대한 설화이다. 서기 60년 후한의 왕충이 쓴 《논형》(論衡)에 자세히 기록되어 있다. 고구려 건국 신화인 주몽 설화와 내용이 거의 일치한다.

## 상세
북이(北夷) 탁리국 왕의 시비가 임신을 하였다. 왕이 죽이려 하니, 시비가 대답하여 말하기를 "달걀만한 크기의 기운이 하늘에서 저에게로 와 임신하게 되었습니다." 하였다. 후에 아들을 낳자 돼지우리에 던져두었으나, 돼지가 입김을 불어넣으니 죽지 않았다. 다시 마굿간에 두어 말이 밟아 죽이도록 하였으나, 말이 또한 입김을 불어넣어 죽지 않았다. 왕이 하늘의 아들(天子)인가 여겨, 그 여자가 거두어 기르도록 하였다. 이름을 동명(東明)이라 하고 소와 말을 기르도록 하였다.

동명이 활을 잘 쏘았기에 왕은 나라를 빼앗길 것을 두려워하여 죽이고자 하였다. 이에 동명이 남쪽으로 도망하여, 엄호수에 이르러 활로 물을 치니 물고기와 자라가 다리를 만들었다. 동명이 건너자 물고기와 자라가 다리를 풀어버리니 추격하던 병사들이 건널 수 없었다. 부여에 도읍을 정하고 왕 노릇을 하였다.

동명의 어머니가 처음 임신했을 때, 기가 하늘에서 내려오는 것을 보고 동명을 낳고, 버렸으되 돼지와 말이 입김을 불어주어 죽지 않았고, 성장하자 왕이 죽이려 함에 활로 물을 치니 물고기와 자라가 다리가 되어 주었다. 이는 천명이 그 죽음을 마땅치 않게 여겼기 때문이다. 그러한 까닭에 돼지와 말이 목숨을 구해줘 부여에 도읍하여 왕이 된 것이며, 물고기와 자라가 다리를 만들어주는 도움이 있었던 것이다. - 《논형(論衡)》 권2 길험편

## 참고 문헌
- 《논형》 권2 길험편. 박승범, 〈夫餘國의 신화적 변동과 東明神話의 시·공간적 推移〉, 《韓國史學報》 제37호, 고려사학회, 2009년 11월, 466쪽에서 재인용.